# Werner Wejp-Olsen
Werner Wejp-Olsen (også kendt som signaturen WOW) (født 7. januar 1938, død 15. november 2018) var en dansk tegneserieforfatter. Han solgte sin første tegning til en avis i 1955, og har siden været skaberen af de kendte serier som Krimi-quiz med politiinspektør Dick Danger fra 1974, der bl.a. har været bragt i Billed-Bladet, Se og Hør og Ekstra Bladet, samt serien Momsemor fra 1977, der oprindeligt var tegnet til det amerikanske marked under navnet Granny and Slowpoke.

## Priser
I 2009 ved den 63. årlige Reuben Awards afholdt af National Cartoonists Society, var Werner Wejp-Olsen nomineret i kategorien Gag Cartoons.